# Quỹ đạo tundra

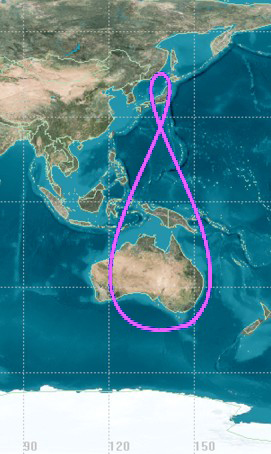
Quỹ đạo của QZSS

Quỹ đạo tundra (tiếng Nga: Тундра) là một quỹ đạo elip địa đồng bộ rất cao với độ nghiêng cao (thường là gần 63,4 °) và một chu kỳ quỹ đạo một ngày. Một vệ tinh được đặt trong quỹ đạo này dành phần lớn thời gian của nó trên một khu vực được lựa chọn của Trái Đất. Theo dõi mặt đất của một vệ tinh trong quỹ đạo Tundra là một hình số tám khép kín với một vòng nhỏ hơn trên bán cầu bắc hoặc nam. Quặng quỹ đạo có độ lệch tâm trung bình, thường từ 0,2 đến 0,3. Những quỹ đạo này có khái niệm tương tự như quỹ đạo Molniya, có cùng độ nghiêng nhưng chu kỳ chỉ một nửa thời gian.
Cho đến năm 2016, Sirius Satellite Radio, bây giờ là một phần của Sirius XM Holdings, điều hành một chòm sao của ba vệ tinh ở quỹ đạo Tundra cho đài phát thanh vệ tinh. Các RAAN và bất thường trung bình của mỗi vệ tinh đã được bù đắp bởi 120 ° để khi một vệ tinh di chuyển ra khỏi vị trí, người khác đã vượt qua perigee và đã sẵn sàng để tiếp nhận. Ba vệ tinh đã được phóng vào năm 2000 và chuyển vào quỹ đạo xử lý vòng tròn vào năm 2016; Sirius XM hiện chỉ phát sóng từ vệ tinh địa tĩnh.
Hai tàu vũ trụ trong quỹ đạo Tundra có thể cho vùng phủ sóng liên tục trên một khu vực.
Quỹ đạo Tundra và quỹ đạo Molniya được sử dụng để cung cấp cho người dùng vĩ độ cao với góc độ cao hơn so với một quỹ đạo địa tĩnh. Những quỹ đạo này vẫn tồn tại trên các vùng có vĩ độ cao mong muốn trong một thời gian dài do chuyển động chậm của chúng tại điểm cao nhất. Cả quỹ đạo Tundra lẫn quỹ đạo Molniya đều không phải là địa tĩnh vì nó chỉ có thể tĩnh trên đường xích đạo, do đó cả hai quỹ đạo đều là elip để giảm thời gian vệ tinh cách xa khu vực dịch vụ của nó. Đối số của điểm thấp nhất là 270 ° tại điểm cực bắc của quỹ đạo. Đối số của điểm thấp nhất là 90 ° tương tự như vậy sẽ phục vụ các vĩ độ cao phía nam. Một đối số của điểm thấp nhất 0 ° hoặc 180 ° sẽ làm cho vệ tinh di chuyển nằm ngang trên đường xích đạo, nhưng sẽ có ít vệ tinh kiểu này vì điều này có thể được thực hiện tốt hơn với một quỹ đạo địa tĩnh thông thường.